# 663
| [ Edytuj tabelę ]          |                        |
| Cesarz Bizancjum           | - 641 Konstans II 668  |
| Cesarz Chin                | - 649 Tang Gaozong 683 |
| Król Deiry                 | - 655 Alfrid 664       |
| Król Essexu                | - 660 Swithelm 664     |
| Król Franków w Neustrii    | - 658 Chlotar III 673  |
| Cesarz Japonii             | - 661 Tenji 671        |
| Kalif                      | - 661 Mu’awija I 680   |
| Król Kentu                 | - 640 Earconbert 664   |
| Patriarcha Konstantynopola | - 654 Piotr 666        |
| Władca Korei               | - 642 Pojang 668       |
| Król Longobardów           | - 662 Grimoald 671     |
| Król Mercji                | - 658 Wulfhere 675     |
| Papież                     | - 657 Witalian 672     |
| Król Wizygotów             | - 649 Recceswint 672   |

Rok 663 / DCLXIII
stulecia: VI wiek ~
VII wiek ~
VIII wiek

lata: 653 «
658 «
659 «
660 «
661 «
662 «
663
» 664
» 665
» 666
» 667
» 668
» 673

## Wydarzenia
Europa
- 8 maja – Bizantyjczycy zostali pobici przez Longobardów pod Forino.

Azja
- 5 czerwca – cesarz Tang Gaozong przeniósł swoją rezydencję do pałacu Daming (大明).
- 28 sierpnia – Bitwa nad rzeką Paek(inne języki). Państwo Silla wraz z armią chińską rozbiło japońskie siły inwazyjne wspierane przez Baekje.

## Urodzili się
- Nasr ibn Sajjar, arabski dowódca wojskowy (zm. 748).

## Zmarli
- 3 stycznia – Beniamin I, koptyjski patriarcha Aleksandrii.